# Assemblea Nacional Catalana
L'Assemblea Nacional Catalana (Assemblea o ANC) és una organització que es defineix com a popular, unitària, plural i democràtica que té per objectiu aconseguir la independència de Catalunya mitjançant la constitució d'un estat de dret, democràtic i social.
El gener de 2022 tenia 96.401 membres, dels quals 45.960 eren socis de ple dret (pagant quota) i 50.441 estaven apuntats com a simpatitzants (sense pagar quota). S'estructura en onze regions que tenen representació al secretariat nacional. Des de l'1 de juny de 2024, el seu president és Lluís Llach, qui agafà el relleu a Dolors Feliu. La seva organització juvenil pròpia és l'Assemblea Nacional de Joves Independentistes.

## Història
La idea de la creació d'aquesta entitat de caràcter polític transversal fou de Pere Pugès i de Miquel Strubell els quals es van trobar a Arenys de Munt, el 13 de setembre del 2009, dia de la primera consulta popular. Allà van decidir un procediment per fer créixer un grup inicial incorporant moltes altres sensibilitats del catalanisme tradicional de la transició. D'ells dos (a qui posteriorment s'hi afegiran en Miquel Sellarès i n'Enric Ainsa) en neix el grup creixent anomenat 'els quatre d'Arenys' que anirà preparant l'embrió de l'organització. Aquest embrió pren cos durant la «Conferència Nacional per l'Estat Propi» que se celebrà el 30 d'abril de 2011 a Barcelona, a la qual assistiren 1.500 persones. En aquesta conferència s'elegí com a "assessors" un grup de gent destacada del panorama català que constituirien el Consell permanent format per Aureli Argemí, Enric I. Canela, Carles Castellanos, Josep Cruanyes, Josep Dalmau, Miquel Esquirol, Patrícia Gabancho, Julià de Jòdar, Joel Joan, Enric Larreula, Lluís Llach, Fèlix Martí, Josep Maria Murià, Ferran Requejo, Francesc Ribera, Pep Riera, Blanca Serra, Eva Serra, Jordi Solé, Josep Maria Terricabras, Quim Torra, Ricard Torrents, entre d'altres; i també s'escollí l'òrgan de govern de l'entitat que és el secretariat provisional compost per Carme Forcadell, Jaume Soler, Miquel Strubell, Pere Pugès, Ricard Gené, Jordi Manyà, Àngels Folch, Xavier Pinell, entre d'altres.

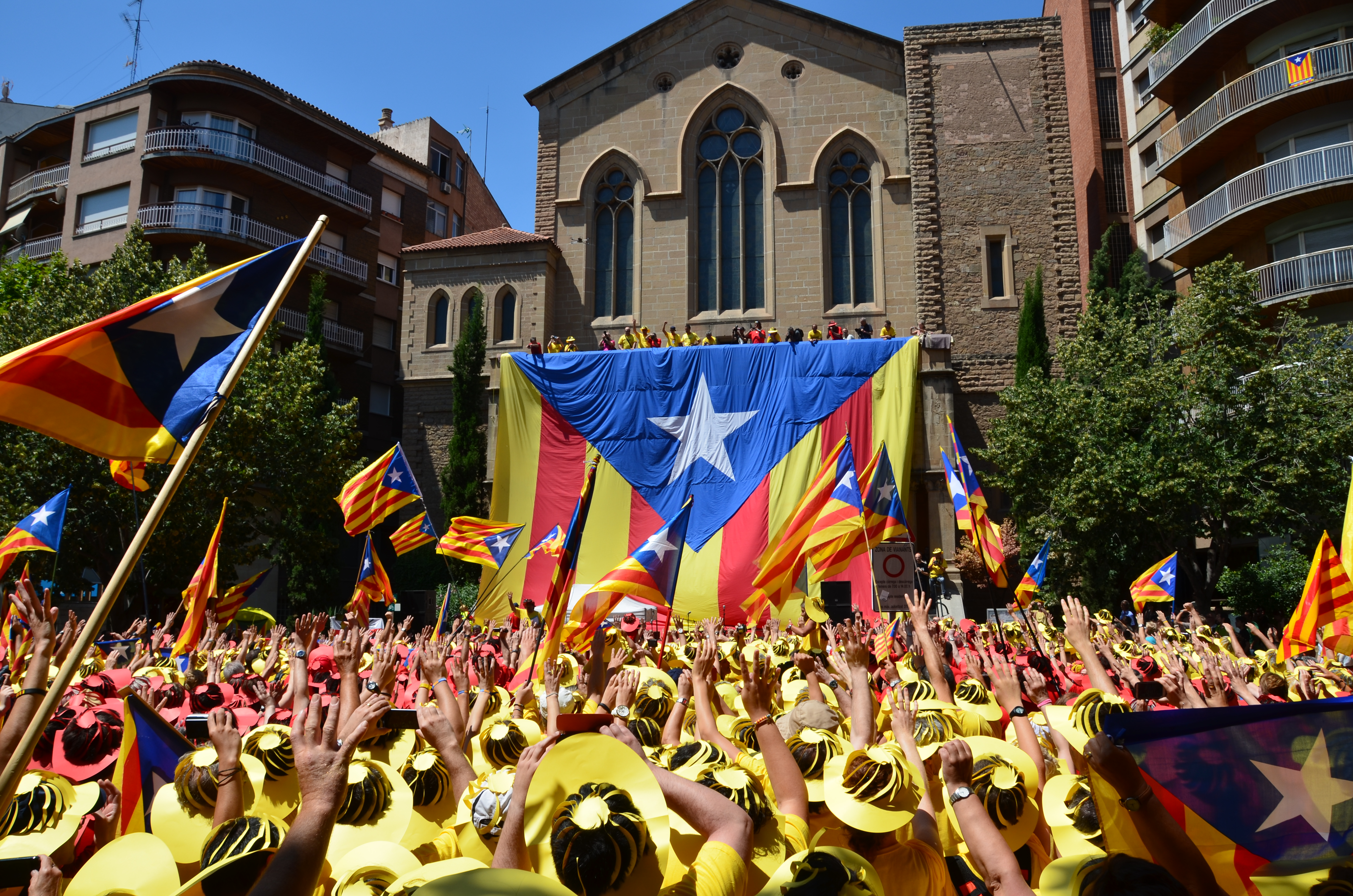
Estelada humana a Manresa el 7 de juliol de 2013.

L'Assemblea Nacional Catalana va constituir-se legalment com a entitat el 25 de maig de 2011, i foren escollits els seus primers càrrecs orgànics. Com a presidenta fou escollida Dolors Marin, com a vicepresident en Jordi Manyà, secretari Enric Ainsa i tresorer Josep Soldevila.
L'assemblea constituent de l'ANC tingué lloc el 10 de març de 2012 al Palau Sant Jordi de Barcelona, aprovant-se definitivament els estatuts, el reglament intern i el full de ruta cap a la independència.

### Presidència de Carme Forcadell
L'abril de 2012, Carme Forcadell fou elegida presidenta de l'entitat, mentre que Carles Castellanos fou elegit vicepresident, Llorenç Sotorres tresorer i Jordi Martínez secretari.
El març de 2013 comptava amb més de vint-i-set mil membres (13.600 socis de ple dret i prop de 13.500 com a col·laboradors).
El 8 de juny de 2013 es van celebrar les eleccions de l'Assemblea Nacional Catalana, en les quals Carme Forcadell va ser reelegida presidenta. Jaume Marfany va ser el nou vicepresident, en substitució de Carles Castellanos, Jordi Martínez es va mantenir com a secretari i Oriol Sallas va rellevar Llorenç Sotorres com a tresorer.
El 17 de maig de 2014 i després de celebrar les corresponents eleccions, Carme Forcadell i Jaume Marfany van revalidar els seus càrrecs. En canvi, Núria Guillaumes va passar a ocupar la tresoreria i Antoni Morral la secretaria, el qual va ser substituït el gener del 2015 pel Josep Colomer.

### Presidència de Jordi Sànchez
En les eleccions al secretariat nacional del 9 de maig de 2015, la majoria de dirigents com Carme Forcadell, Jaume Marfany, Pere Pugès i altres, ja no es poden presentar en haver esgotat les dues reeleccions màximes previstes pels Estatuts. La candidata més votada pels socis en aquestes eleccions és Liz Castro, seguida de Rosa Alentorn, Agustí Alcoberro i Jordi Sànchez i Picanyol. El 16 de maig de 2015 Jordi Sànchez i Picanyol rellevà Carme Forcadell a la presidència de l'entitat, en ser el més votat pels membres del secretariat. Rosa Alentorn va ser elegida com a vicepresidenta, Núria Guillaumes com a tresorera i Jordi Vilarasau com a secretari.
En l'Assemblea General celebrada el 16 d'abril del 2016 a Manresa, s'aprova una reforma d'estatuts que modifica la durada del mandat del secretariat nacional passant d'un any a dos, renovable un cop. Després de les eleccions al Secretariat del 14 de maig de 2016, Jordi Sànchez i Picanyol és reelegit president pel ple del Secretariat reunit a Ripoll, per un mandat de dos anys. Natàlia Esteve és elegida vicepresidenta, Eulàlia Subirà, secretària, i Marcel Padrós, tresorer.
El dilluns 16 d'octubre de 2017, el president de l'Assemblea Jordi Sànchez i Picanyol, després de declarar davant la jutgessa Carmen Lamela de l'Audiència Nacional Espanyola juntament amb Jordi Cuixart d'Òmnium Cultural, foren empresonats de manera preventiva i sense fiança acusats d'un suposat delicte de sedició. Aquestes detencions, considerades polítiques per gran part de la societat catalana, desencadenaren un conjunt de reaccions de polítics i personatges de la societat civil, que culminaren amb la convocatòria de mobilitzacions massives la tarda del 17 d'octubre de 2017, amb centenars de milers de persones arreu del país.
El 16 de novembre de 2017, uns mesos abans de finalitzar el seu mandat, des de la presó, Jordi Sànchez renúncia al càrrec de president de l'Assemblea, per poder-se presentar a les eleccions al Parlament de Catalunya, com a número 2 de la llista de Junts per Catalunya. Assumeix les funcions de president de l'Assemblea, el vicepresident, Agustí Alcoberro, que havia estat elegit pel Secretariat el 14 d'octubre de 2017, en substitució de Natàlia Esteve.
Amb el vicepresident Agustí Alcoberro exercint les funcions de presidència, l'entitat va avançar l'assemblea general al 25 de febrer. S'hi va definir el nou full de ruta a seguir i es van convocar eleccions al secretariat nacional.

### Presidència d'Elisenda Paluzie
En les eleccions al secretariat nacional del 17 de març del 2018, Elisenda Paluzie i Hernàndez va ser la persona més votada pels socis i el 24 de març de 2018 va ser elegida presidenta per una àmplia majoria del Secretariat, reunit a Sant Cugat. L'advocat Pep Cruanyes és elegit vicepresident, Montserrat Rossell, secretària i Joaquim Arnau, tresorer.
El 20 de març de 2018 Jordi Graupera va proposar al Teatre Victòria de Barcelona que l'independentisme es presentés en una sola candidatura a les eleccions municipals de 2019 a Barcelona. L'objectiu era guanyar les eleccions per a canviar Ada Colau de Barcelona en Comú per un batlle independentista. Per poder unir el sobiranisme en una candidatura, proposava celebrar primàries obertes per elegir els candidats. El 1r de juliol l'ANC va aprovar impulsar primàries per triar els candidats independentistes a les ciutats de més de 25.000 habitants per a les eleccions municipals. El PDeCAT, Esquerra Republicana i la CUP no van donar-hi suport, però altres partits minoritaris com Demòcrates de Catalunya, Solidaritat Catalana per la Independència, Reagrupament o els Verds sí que van participar en la candidatura. Com que no es va aconseguir la llista única, l'ANC va desvincular-se'n un cop celebrades les primàries i va demanar el vot per qualsevol partit independentista.
Les eleccions al Secretariat Nacional del 13 de juny de 2020 són les primeres exclusivament telemàtiques, a causa de la pandèmia del Covid-19. Elisenda Paluzie torna a ser la candidata més votada per les bases en el bloc nacional i, és reelegida presidenta de l'Assemblea pel ple del Secretariat, reunit telemàticament el 20 de juny de 2020. L'empresari David Fernàndez Aguilera és elegit vicepresident, l'advocada Patrícia Sierra, secretària, i Carles Xavier Gómez, tresorer.

### Presidència de Dolors Feliu
En les eleccions al Secretariat Nacional de 14 de maig de 2022, els candidats més votats en el bloc nacional són Jordi Pesarrodona, Dolors Feliu, Julià de Jòdar, Ada Ferrer, Uriel Bertran i Bàrbara Roviró. El 21 de maig de 2022, el ple constituent del Secretariat reunit a Vilafranca del Penedès elegeix Dolors Feliu com a presidenta, Jordi Pesarrodona i Uriel Bertran com a vicepresidents, un any cada un, Jordi Domingo com a secretari i Josep Pedrol com a tresorer; sent escollida al ple del 6 d'agost de 2022 Ada Ferrer com a tresorera, després de la dimissió com a tresorer de Josep Pedrol per motius personals.
Tot i que inicialment la direcció de l'ANC volia presentar una llista cívica a les eleccions al Parlament de Catalunya de 2024, no va comptar el suport dels seus militants en una consulta interna vinculant per un estret marge.

### Presidència de Lluís Llach
A les eleccions al secretariat de maig de 2024, el candidat que va obtenir més suports va ser Lluís Llach seguit de prop per l'advocat Josep Costa. Costa va renunciar a presidir l'ANC però ni Llach, ni el candidat Josep Punga van aconseguir el suport necessari de dues terceres parts dels secretaris presents al ple de constitució de la nova etapa, posposant el debat i l'1 de juny de 2024 Lluís Llach es va convertir en president, rellevant Dolors Feliu després que Josep Punga, el candidat del sector crític va retirar la seva candidatura.

## Campanyes i activitats

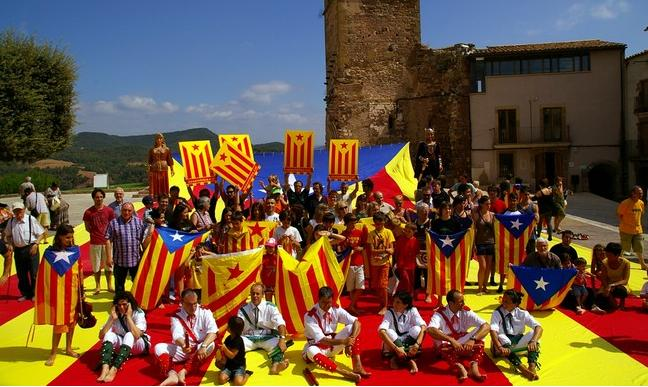
Acte simbòlic de desplegament d'una estelada gegant a Artés (Bages).

El Secretariat Nacional i les assemblees territorials i sectorials de l'ANC organitzen periòdicament tot un seguit d'actes per tal d'assolir la independència de Catalunya i la creació d'una República Catalana.

### 2012

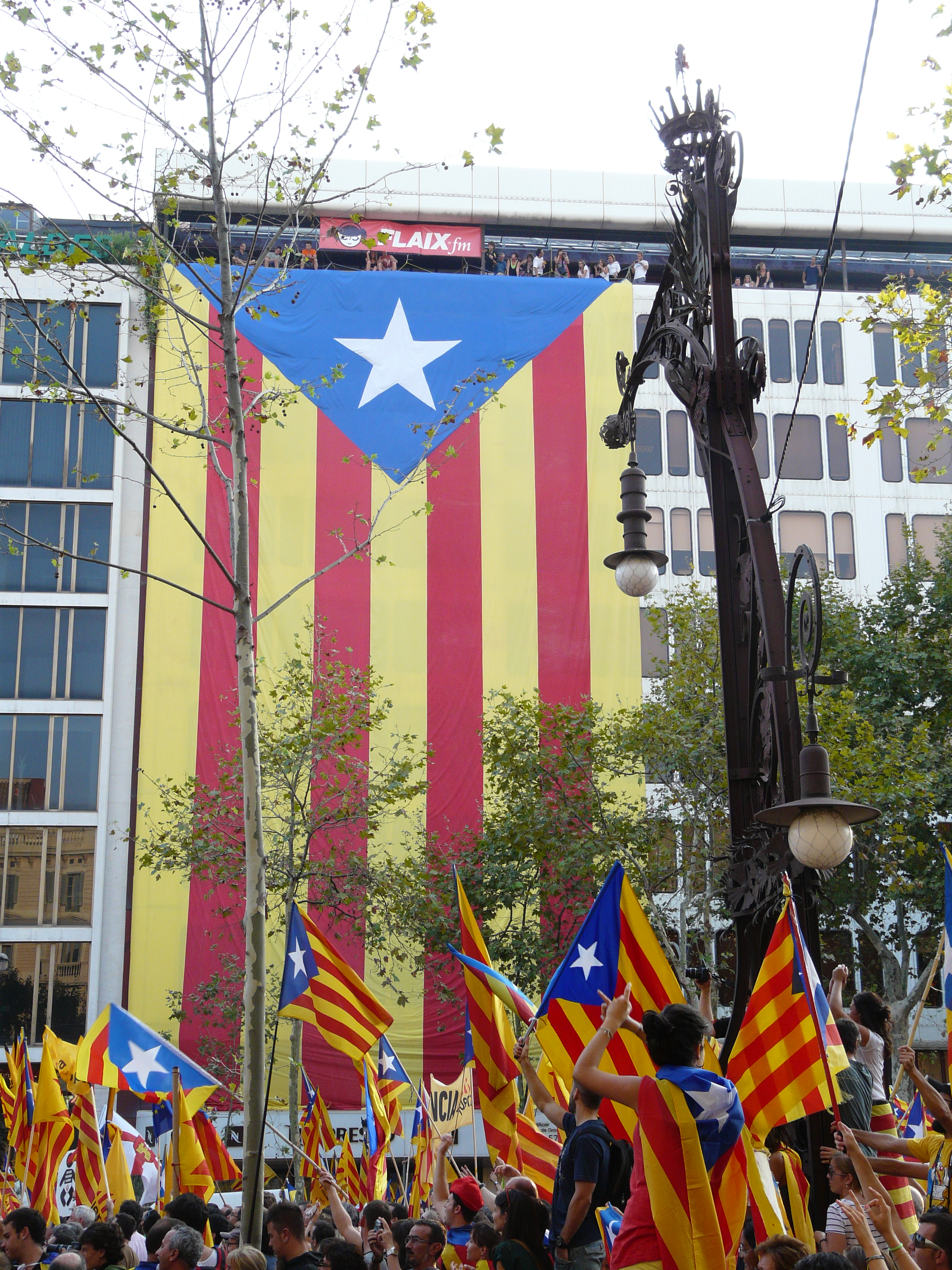
Estelada penjada entre els carrers Mallorca i València, al passeig de Gràcia, durant la manifestació.

A finals del mes de juny de 2012 s'inicià la campanya "Marxa cap a la Independència" que va començar a la Seu Vella (Lleida) i que finalitzaria el dia 11 de setembre amb una gran marxa a Barcelona, sota el lema "Catalunya, nou estat d'Europa", després d'haver realitzat actes festius, simbòlics i reivindicatius arreu del territori. Fou una jornada històrica, per xifres i pel to marcadament independentista de la marxa, mai vist abans en una mobilització tan multitudinària. L'afluència de participants en la marxa va ser massiva, ja que les estimacions d'assistència fluctuen entre 1,5 milions segons la Guàrdia Urbana i el Departament d'Interior i uns 2 milions segons els organitzadors de l'acte. Amb tot, més tard, la delegació del govern espanyol a Catalunya rebaixà aquest nombre a 600.000 persones.
Dos dies després de la manifestació, la presidenta de l'ANC, Carme Forcadell, i quatre membres més del secretariat de l'entitat -Blanca Serra, Soledat Balaguer, Marc Ricart i Ricard Gené- van ser rebuts en audiència al Palau de la Generalitat pel president Artur Mas, amb qui es van reunir durant més d'una hora. En la reunió li van suggerir que convoqués eleccions al Parlament de Catalunya que tinguessin caràcter «plebiscitari» sobre la independència i que el 2014 es convoqués un referèndum.
La setmana següent, en una reunió entre el president de la Generalitat, Artur Mas i el president del Govern d'Espanya, Mariano Rajoy s'evidencià una gran desavinença entre ambdós líders. Rajoy reiterà a Mas la negativa a discutir la seva proposta de Pacte fiscal per a Catalunya, trencant les negociacions entre ambdós governs. El trencament entre Mas i Rajoy suposà també trencar els suports parlamentaris que Convergència i Unió havia obtingut del Partit Popular de Catalunya durant la legislatura, deixant el govern en minoria i amb la impossibilitat d'aprovar els pressupostos.
Mas convocà eleccions anticipades pel 25 de novembre de 2012 i expressà en el seu discurs de la sessió inaugural del debat de política general el seu convenciment que el parlament que sortiria de les eleccions tindria la missió de permetre l'exercici del dret d'autodeterminació de Catalunya.

### 2013

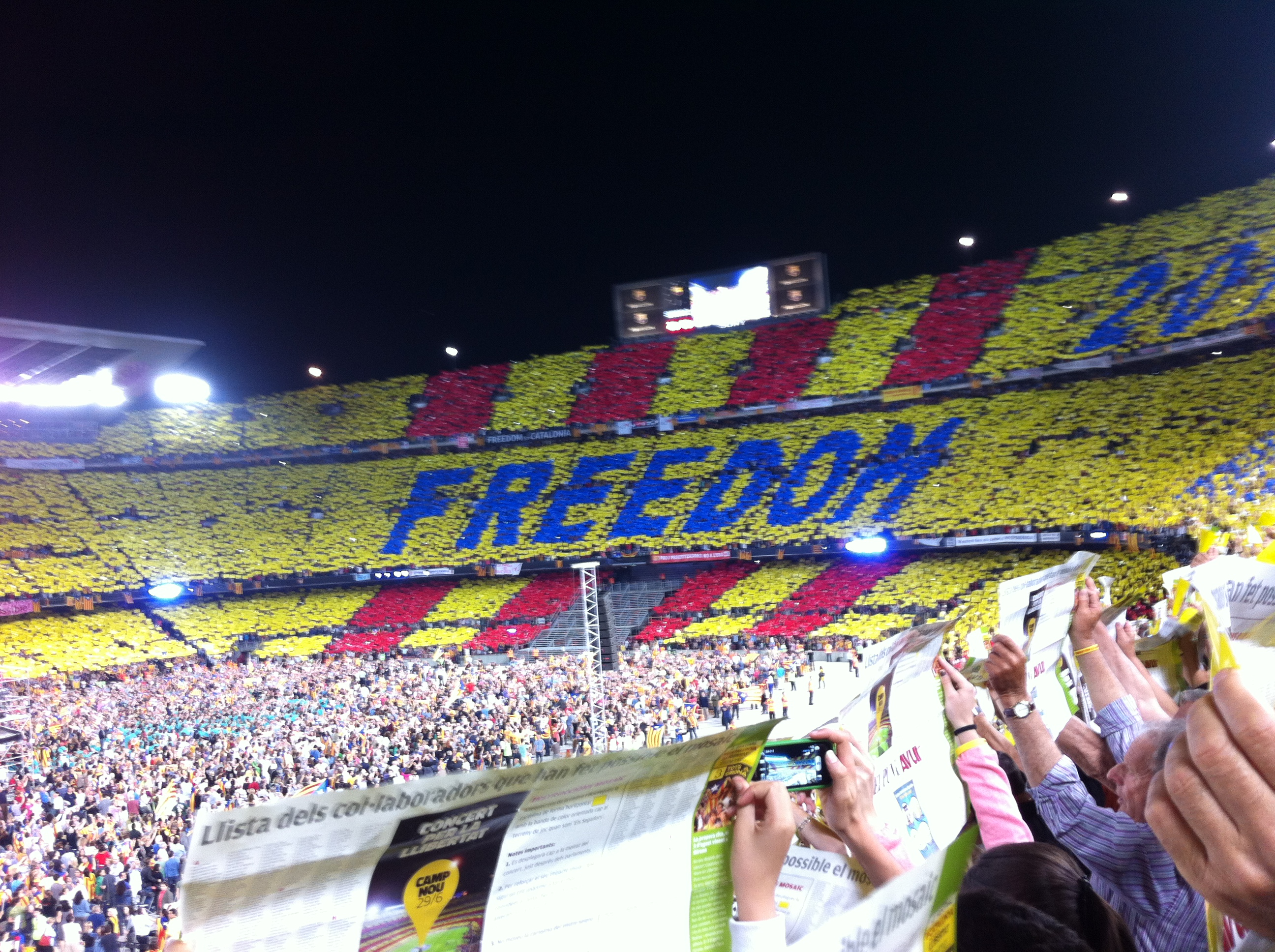
Mosaic del Concert per la Llibertat

A principis del 2013 l'ANC va encetar una campanya de Sobirania fiscal, per tal que particulars, empreses i institucions locals paguin massivament els impostos a l'Agència Tributària de Catalunya
L'1 de juny de 2013 va començar la campanya engegada per l'ANC «Signa un vot per la Independència», amb la qual, a través del dret de petició, es recullen instàncies individuals ("vots") per demanar al Parlament de Catalunya a esgotar totes les vies per fer possible la celebració d'una consulta políticament vinculant sobre la independència de Catalunya i, en cas que aquesta fracassi perquè el govern espanyol no l'autoritzi o no accepti els resultats, demana als representants electes del poble de Catalunya que declarin la independència de Catalunya.
L'Assemblea Nacional Catalana i Òmnium Cultural van organitzar el 29 de juny de 2013 al Camp Nou un concert per escenificar una altra gran mobilització social a favor de la independència, sota el nom de Concert per la Llibertat. Hi van assistir quasi 90.000 espectadors i hi van actuar artistes com Lluís Llach, Sopa de Cabra, Miquel Gil, Pastora, Joana Serrat, Jofre Bardagí, Jordi Batiste, Lídia Pujol, Xavi Sarrià i Miquel Gil, Maria del Mar Bonet, Marina Rossell, Mayte Martín, Mercedes Peón, Mouss & Hakim, Nena Venetsanou, l'Orfeó Català, Paco Ibáñez, Pascal Comelade, Pep Sala, Pere Jou de Quart Primera, Peret, Projecte Mut, Quico Pi de la Serra, Sabor de Gràcia, Titot i David Rosell, entre més.
L'ANC va organitzar també una cadena humana d'uns 400 km, coneguda com a Via Catalana, que es va fer l'Onze de Setembre del mateix any i que va seguir el traçat de l'antiga Via Augusta des del Pertús fins a Alcanar.

### 2014
El 29 de maig de 2014 l'Assemblea, junt amb altres entitats de la societat civil catalana, van presentar al Born Centre Cultural de Barcelona, la plataforma El País que Volem, un procés participatiu obert a la ciutadania què té per objectiu recollir les seves aportacions, propostes i diàleg sobre com hauria de ser Catalunya un cop esdevingui independent.
L'Assemblea Nacional Catalana i Òmnium Cultural van engegar la campanya “Ara és l'hora" per aconseguir que una majoria molt àmplia del poble de Catalunya fes guanyar la independència a la consulta del 9 de novembre. En el marc d'aquesta campanya l'Assemblea va organitzar la manifestació que es realitzà la Diada de l'11 de setembre a Barcelona. Aquesta manifestació va ser una concentració formant un mosaic de la senyera al llarg d'onze quilòmetres entre la Gran Via de les Corts Catalanes i l'avinguda Diagonal units a la Plaça de les Glòries Catalanes, formant una "V" simbolitzant la V de voluntat, votar i victòria. Segons la guàrdia urbana s'hi varen manifestar 1,8 milions i 2,5 milions de persones, segons els organitzadors, per demanar poder votar en la 9 de novembre del 2014.
El 14 de setembre, l'Assemblea va entregar a la presidenta del Parlament, Núria de Gispert, gairebé 750.000 signatures (dins 234 caixes de cartó) recollides en la campanya "Signa un vot per la Independència" al llarg d'un any, per tal que el Parlament declari la independència si la consulta del 9 de novembre no pogués finalment ésser celebrada.
El 23 de desembre, l'Assemblea Nacional Catalana va iniciar una campanya d'autoinculpació per donar suport a la imputació del President Artur Mas, la Vicepresidenta Joana Ortega i la Consellera Irene Rigau per tirar endavant la consulta del 9 de novembre.

### 2015
En la III Assemblea General Ordinària realitzada al Pavelló Barris Nord de Lleida en què es va ratificar el full de ruta, es van explicar els 10 eixos que proposa l'Assemblea per a la República Catalana i el Secretariat va explicar alguns detalls de l'acte de la diada de l'Onze de Setembre. També va tenir com anècdota la xiulada a Àngel Ros, President del PSC, per la postura contrària del seu partit al dret a l'autodeterminació de Catalunya. Durant les eleccions, els socis de l'Assemblea van elegir Jordi Sànchez i Picanyol com a nou president.
La Via Lliure, o Via Lliure a la República Catalana, va ser una concentració multitudinària que va omplir un tram de 5,2 quilòmetres de l'avinguda de la Meridiana de Barcelona per l'Onze de setembre de 2015 amb l'objectiu de reivindicar la independència de Catalunya. Va ser organitzada per la plataforma Ara és l'hora.

### 2016
El juliol de 2016, l'Assemblea amb una consulta interna als socis, va proposar introduir el referèndum vinculant al Full de Ruta en un moment de divisió dels partits.
A punt, A punt 2016 o Endavant República, fou una manifestació duta a terme als municipis de Barcelona, Berga, Lleida, Salt i Tarragona per l'Onze de setembre de 2016 amb l'objectiu de reivindicar la independència de Catalunya. Organitzada per l'Assemblea Nacional Catalana i Òmnium Cultural. La concentració també va servir per a reivindicar els eixos bàsics d'una futura República Catalana, emfatitzant-los en les diferents localitats: la solidaritat i la diversitat a Salt; la cultura a Berga; el progrés a Tarragona; l'equilibri territorial a Lleida; les llibertats a Barcelona.

### 2017

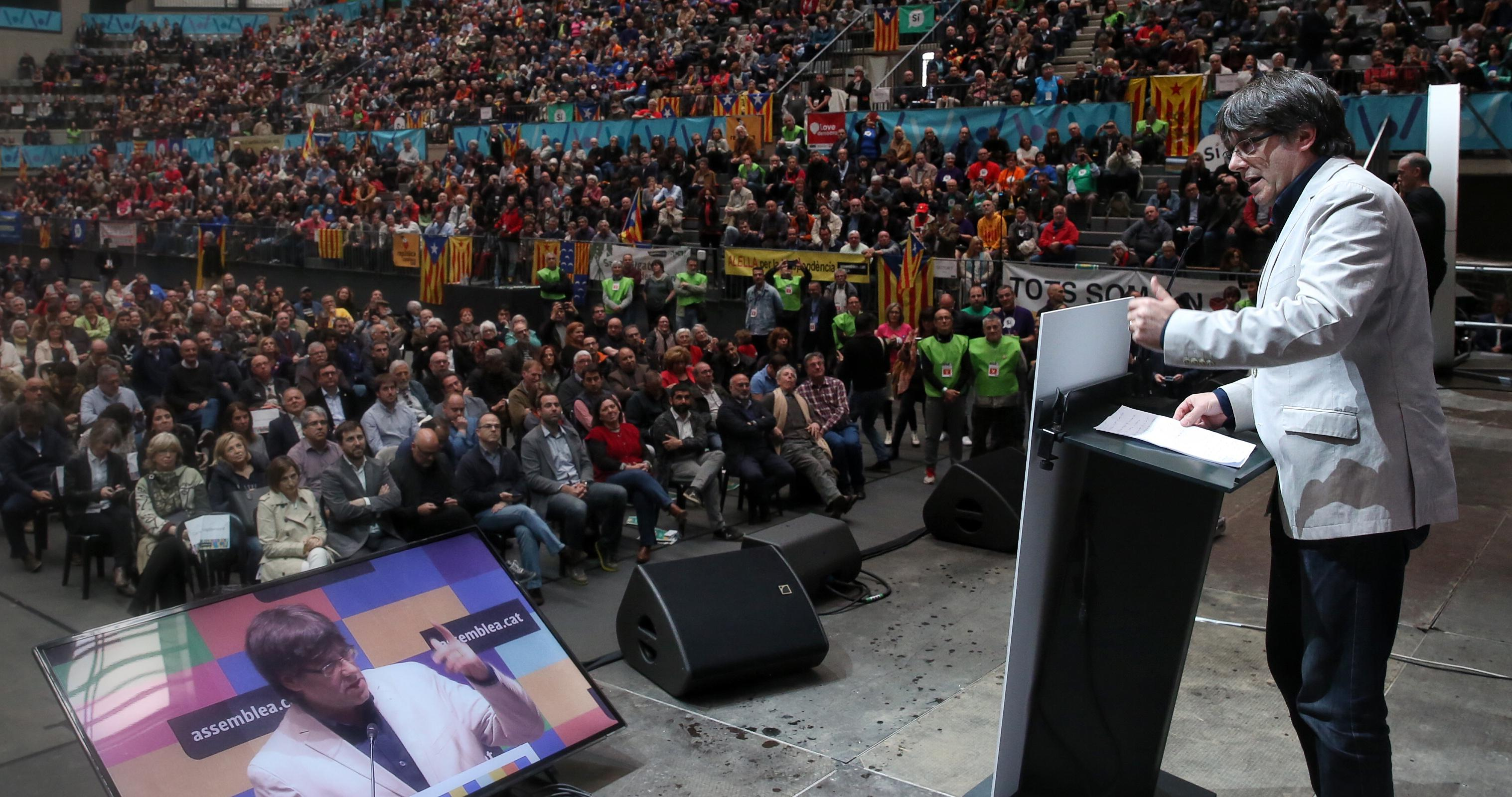
El president de la Generalitat, Carles Puigdemont, davant la cinquena assemblea general ordinària de l'ANC, a l'abril de 2017 a Granollers.

Nou Logotip de l'Assemblea Nacional Catalana

Durant el 2017 l'Assemblea va intensificar la seva activitat per a difondre i garantir la celebració del Referèndum per la independència de Catalunya. Les principals campanyes que organitza són Fem Futur i la Campanya del Sí.
La campanya Fem Futur té l'objectiu d'incrementar la majoria social per guanyar el referèndum i es desenvolupa en el període gener-maig 2017, majoritàriament en les zones prioritàries (àrees metropolitanes). La campanya del Sí es presenta el 19 d'abril del 2017 a l'avinguda Maria Cristina, i farà el seu acte central unitari al Tarraco Arena el 14 de setembre del 2017, en el qual es presenta l'espot de campanya.
El 20 de setembre, en el marc de l'operació Anubis, la guàrdia civil escorcolla les conselleries d'Economia, Governació, Afers i Relacions Institucionals i Exteriors, i Treball, Afers Socials i Famílies i es detenen 15 alts càrrecs i treballadors públics. L'Assemblea fa una crida a la mobilització pacífica davant els edificis on es feien els escorcolls.
La concentració davant la seu d'Economia va anar creixent en quantitat fins a esdevenir massiva –més de 40.000 persones segons la Guàrdia Urbana– a primera hora de la tarda. La concentració a Economia es va allargar fins ben entrada la matinada, quan Mossos i Guàrdia Civil van abandonar l'edifici.
En el marc de l'operació Anubis, l'Assemblea va buidar la seva central a Barcelona entre rumors d'un possible assalt policial. Al cap de pocs dies es va realitzar una manifestació feixista a les seves portes, i el 25 de setembre la Guàrdia Civil va intervenir la seva web sense donar cap notificació.
El 14 d'octubre fou elegit vicepresident de l'ANC Agustí Alcoberro. El 16 d'octubre la jutge de l'Audiència Nacional Carmen Lamela decretà presó incondicional pel president Jordi Sànchez acusat de sedició per la manifestació organitzada el 20 de setembre. També ordenà presó per Jordi Cuixart, president d'Òmnium Cultural. L'endemà, 17 d'octubre, l'Assemblea i Òmnium Cultural organitzen una manifestació de protesta a l'Avinguda Diagonal entre Francesc Macià i Passeig de Gràcia, amb espelmes. El 21 d'octubre la Taula per la Democràcia n'organitza una altra amb el lema Llibertat Jordi Sànchez-Llibertat Jordi Cuixart que omple el Passeig de Gràcia i a la qual assisteix el govern de la Generalitat. L'11 de novembre l'Assemblea i Òmnium Cultural organitzen una gran manifestació per la llibertat dels presos polítics al carrer Marina de Barcelona.
El 2 de desembre, l'Assemblea organitza un concert per la llibertat dels presos polítics a l'Estadi Olímpic de Montjuïc. I en les eleccions al Parlament del 21 de desembre del 2017, convocades pel govern de l'Estat espanyol després de l'aplicació de l'article 155, l'Assemblea juntament amb els CDR organitza un recompte paral·lel. Finalment, també organitza el seguiment dels resultats electorals amb un acte a les Drassanes.

### 2018
El 30 de gener de 2018 l'Assemblea organitza una concentració al Passeig Lluís Companys per fer el seguiment de la sessió d'investidura del president de la Generalitat. El President del Parlament va ajornar el Ple, i la concentració, que es va mantenir, va superar el cordó policial.
El dia 25 de febrer, en el marc del Mobile World Congress i del sopar inaugural, l'Assemblea i Òmnium van convocar una «gran cassolada» a les 21.00 h a Barcelona per a protestar per la presència i contra el posicionament del Rei d'Espanya Felip VI després de les càrregues policials de l'1 d'octubre.
L'11 de març, l'Assemblea organitza una manifestació en resposta al bloqueig de les negociacions per formar govern amb el lema "Som República" per exigir la formació d'un govern independentista que faci efectiu el mandat del referèndum de l'1 d'octubre i el resultat de les eleccions del 21 de desembre de 2017.
El 25 de març, l'endemà de l'elecció de la nova presidència de l'Assemblea, Elisenda Paluzie, Carles Puigdemont és detingut a Alemanya i l'Assemblea organitza una manifestació de protesta que surt de la delegació de la Unió Europea al Passeig de Gràcia de Barcelona, i acaba amb un acte davant del consolat alemany a la Vila Olímpica.
El context polític dels mesos següents seguia condicionat pel blocatge de la investidura del president de la Generalitat a l'exili, Carles Puigdemont. El 3 i 4 de maig de 2018 l'Assemblea organitza una consulta entre els seus socis per determinar si havia de mantenir el posicionament de defensa de la investidura de Puigdemont. El resultat és d'un 81,3%, 8.320 vots, a favor de mantenir el posicionament. Però alternativament davant la possibilitat que els partits no investeixin Puigdemont, els socis opten per acceptar un govern alternatiu (57,6%, 5.899 vots) abans que anar a unes noves eleccions (35,3%, 3.615 vots). Aquesta consulta va tenir una participació rècord fins a la data. Hi van votar 10.237 associats, un 27,4% del cens.
El juliol de 2018, l'Assemblea impulsa les Primàries Catalunya per a les Eleccions municipals de 2019 després de rebre l'aval de gairebé el 90% dels socis en una consulta interna. L'objectiu d'aquesta fórmula era aconseguir candidatures independentistes transversals per a les ciutats catalanes més importants. Però amb l'excepció d'alguns municipis com Les Borges Blanques, on van participar ERC i la CUP o Sant Feliu de Codines on va participar el PdeCat, els partits grans independentistes no van entrar en les candidatures de Primàries, i l'Assemblea se'n va desvincular abans de la campanya electoral, un cop les candidatures electorals van ser conformades en un procés de primàries obertes a la ciutadania.
En municipis com Granollers, Guissona, Alcoletge, Torà, El Vendrell, Montornès del Vallès, Gelida, entre d'altres, van obtenir representació. En el global de Catalunya van aconseguir vora 50.000 vots i 50 regidors. Essent així la força extraparlamentària amb més representació a nivell municipal.
L'any 2018 està marcat per les grans manifestacions unitàries per la llibertat dels presos polítics i el retorn dels exiliats (manifestació "Us volem a casa", 15 d'abril de 2018, Av Paral·lel; manifestació "Ni presó, ni exili, us volem a casa!", 14 de juliol de 2018, Av. Tarragona), i els sopars grocs de recaptació de fons per les famílies de presos i exiliats que han constituït una associació (Associació Catalana pels Drets Civils) que es multipliquen arreu del país, organitzats majoritàriament per territorials de l'Assemblea.
L'11 de Setembre de 2018, l'Assemblea organitza de nou una manifestació multitudinària que amb més d'un milió de persones omple l'Avinguda Diagonal de Barcelona, de la Plaça de les Glòries al Palau de Pedralbes. A banda de representants dels CDRs, el vicepresident d'Òmnium Cultural i de la presidenta de l'Assemblea, també intervenen advocats internacionals dels presos i exiliats com Ben Emmerson i Aamer Anwar.

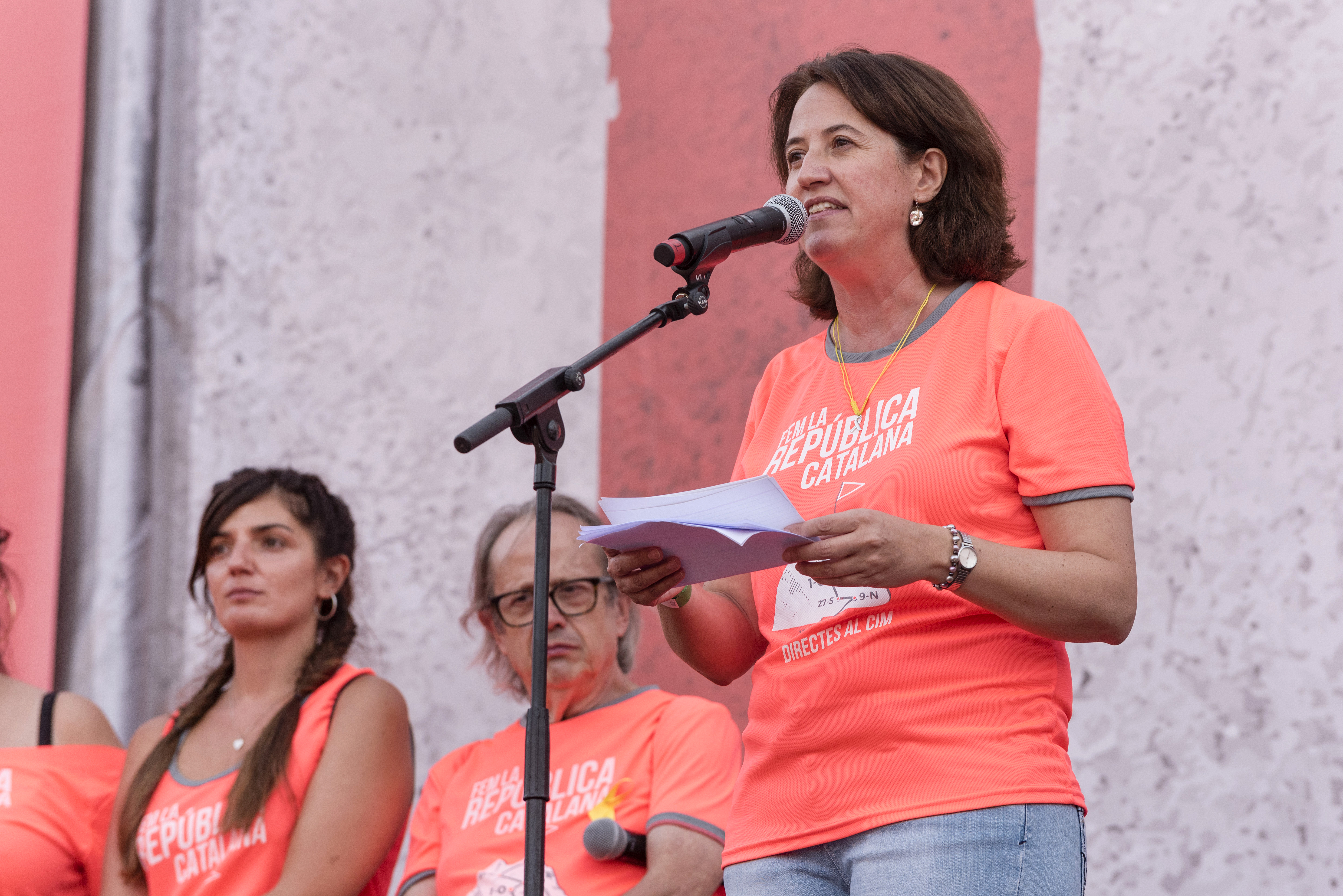
Discursos, manifestació 11 de setembre 2018

L'1 d'octubre de 2018, en el primer aniversari del referèndum d'autodeterminació, l'Assemblea organitza una manifestació conjuntament amb els CDR's i Òmnium Cultural, que acaba amb incidents davant del Parlament.
El 6 d'octubre de 2018, l'Assemblea va aprovar un pla estratègic en què es reafirmava en la via unilateral per accedir a la independència. En el marc d'aquest pla estratègic, que inclou accions d'apoderament ciutadà per preparar la ruptura amb l'Estat espanyol, el 8 de novembre de 2018, l'Assemblea presenta la campanya de Consum Estratègic. La finalitat de la campanya és promoure empreses alternatives a totes les que han participat a la campanya de la por.

### 2019
L'any 2019 va estar marcat pel judici als presos polítics al Tribunal Suprem a Madrid, que es va allargar del febrer al juny de 2019 i per la seva sentència (14 d'octubre de 2019).
L'Assemblea va organitzar una campanya d'internacionalització del judici, amb el lema "Make a move. Self-determination is a right not a crime" per transformar-lo en una oportunitat per reivindicar el dret a l'autodeterminació incloent accions a les capitals europees i un espot de llançament que va esdevenir un dels més vistos de la història de l'entitat (100.000 visualitzacions en 72 hores).
Conjuntament amb els grups parlamentaris Junts, ERC i CUP, i Òmnium Cultural, l'Assemblea va organitzar diverses manifestacions unitàries durant el judici (Barcelona, 16 de febrer de 2019 ; Madrid, 16 de març de 2019, concentracions del dia final del judici, 12 de juny de 2019) i va col·laborar amb la Intersindical-CSC que va convocar una vaga general el 21 de febrer de 2019.

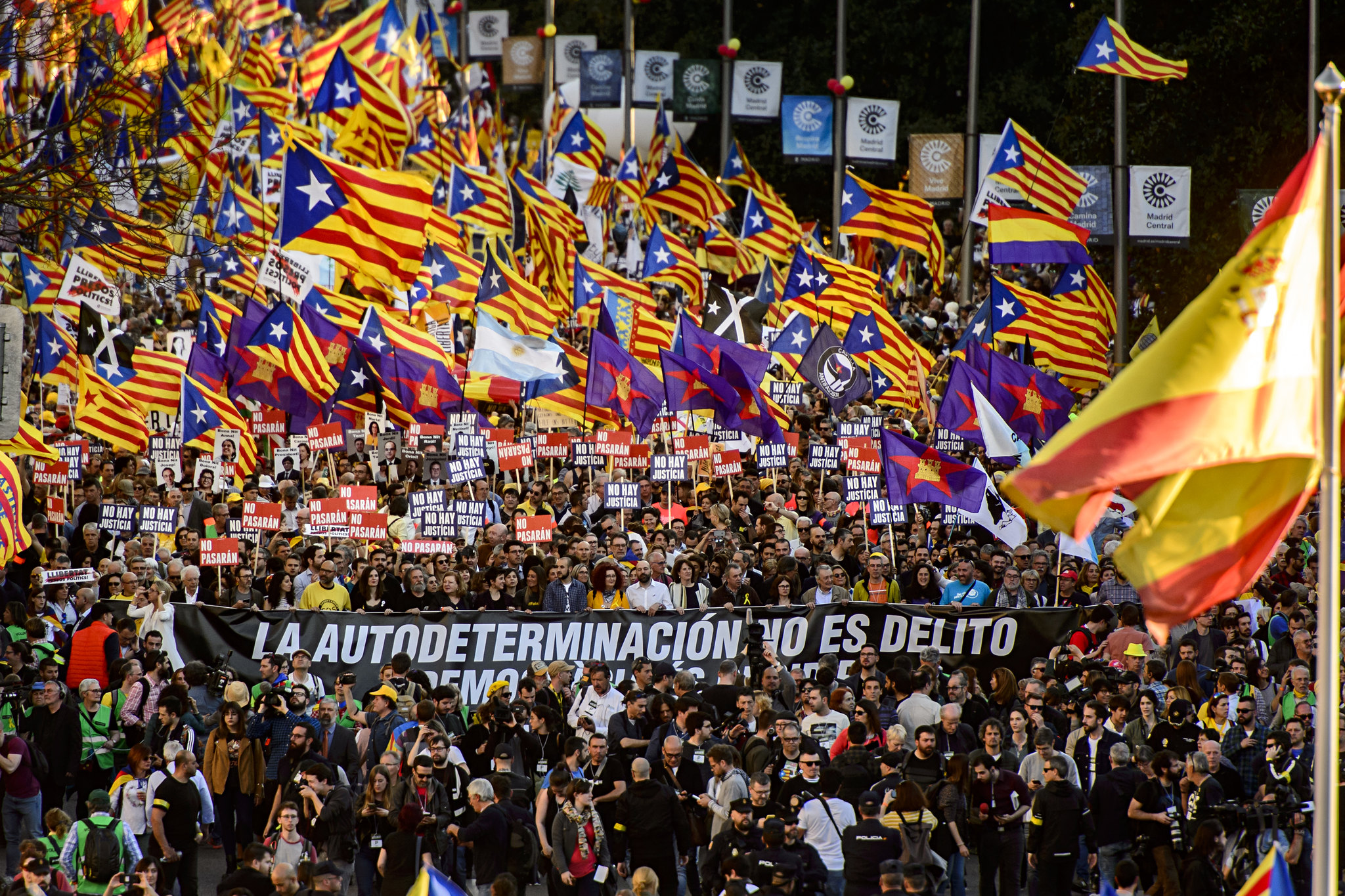
Manifestació per l'autodeterminació a Madrid, març 2019.

La de Madrid és la primera gran manifestació a favor del dret a l'autodeterminació a la capital de l'Estat espanyol. Una manifestació històrica que va tenir lloc sota el lema “La autodeterminación no es delito. Democracia es decidir”.
L'1 de febrer de 2019, en el marc de la campanya d'internacionalització del judici del Suprem, l'Assemblea ocupa la seu de la Unió Europea a Barcelona, en una acció més directa, pròpia de la lluita noviolenta. De fet, al llarg de l'any 2019, l'Assemblea va oferir formació en lluita noviolenta a les seves territorials, va produir un documental "Les nostes accions, el nostre poder: del pacifisme a la lluita noviolenta", que es va estrenar als cinemes Girona de Barcelona el 17 de juliol de 2019, i va organitzar el 28 de setembre, al Paranimf de la Universitat de Barcelona, una jornada internacional sobre NoViolència.
En els mesos de març, abril i maig, l'Assemblea llença una campanya de foment del vot als sindicats independentistes en les eleccions sindicals de les administracions públiques. l'1 de maig convoca conjuntament una manifestació amb la Intersindical-CSC, en el marc de la campanya "Alcem-nos, per la república dels drets socials".
El 27 de febrer de 2019, l'Assemblea presenta una candidatura col·lectiva a les eleccions a la Cambra de Comerç de Barcelona, "Les cambres: eines de país", amb l'objectiu de posar la Cambra al servei de les empreses del país, i no de l'oligarquia amb interessos a l'Estat espanyol. El 8 de maig de 2019, la candidatura Eines de País, guanya amb molta claredat les eleccions, obtenint la majoria absoluta del ple de la Cambra de Barcelona, i també obté bons resultats a la Cambra de Terrassa.
El 5 de maig de 2019 se celebra la VII Assemblea General Ordinària de l'Assemblea al Tarraco Arena de Tarragona. En aquesta assemblea, s'aprova un full de ruta que es reafirma en la via unilateral com la més probable per accedir a la independència, i es reformen els Estatuts i Reglament de Règim Intern.
Des de 2018, l'Assemblea havia impulsat i finançat o cofinançat diverses iniciatives legals per denunciar davant de Nacions Unides els casos de vulneracions de drets civils i polítics contra Jordi Sànchez i la majoria de presos polítics, que van resultar en resolucions favorables del Comitè de Drets Humans i en dos dictàmens del Grup de Treball Sobre Detencions Arbitràries el 29 de maig i el 4 de juliol de 2019. Aquesta institució va exigir l'alliberament immediat dels presos polítics catalans, tot afirmant que el referèndum de 2017 havia estat legal, i que l'Estat espanyol havia vulnerat drets fonamentals dels presoners polítics catalans.
Conjuntament amb el Consell per la República, el 2 de juliol del 2019, l'Assemblea va organitzar una manifestació a Estrasburg. Milers de persones es van desplaçar a Estrasburg per exigir a l'Estat espanyol que complís la resolució del grup de treball de detencions arbitràries del Consell de Drets Humans de l'ONU i per reclamar al Parlament europeu que no permetés l'exclusió dels eurodiputats Carles Puigdemont, Oriol Junqueras i Toni Comín.

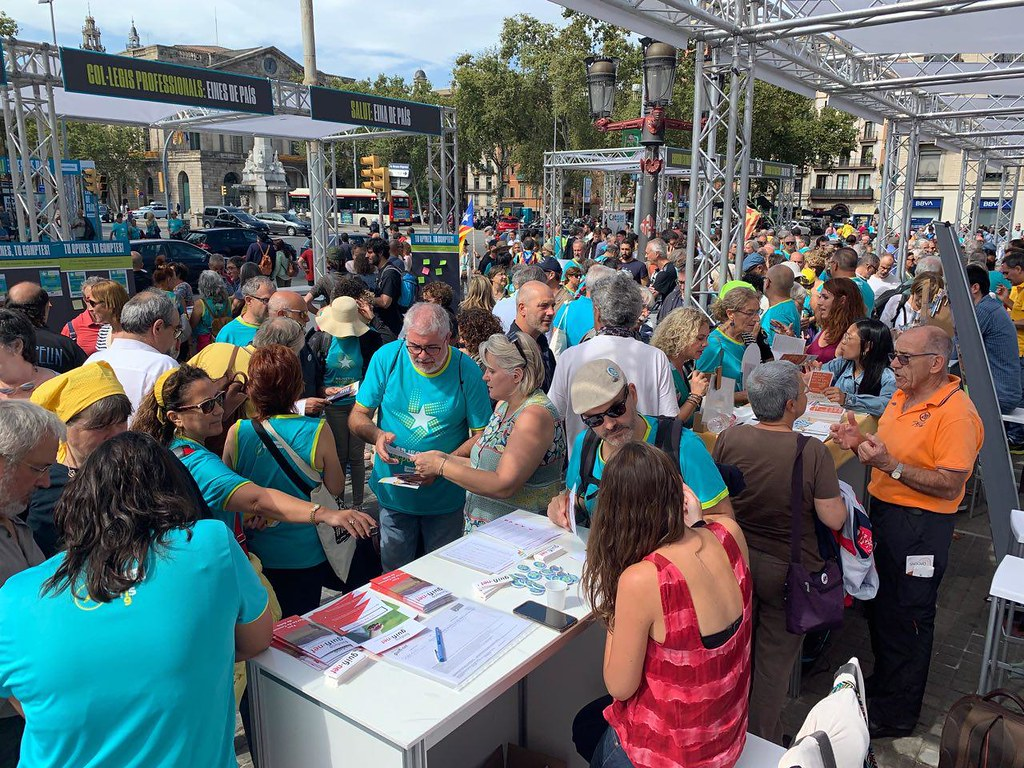
Fira Eines de País, 11 de Setembre 2019.

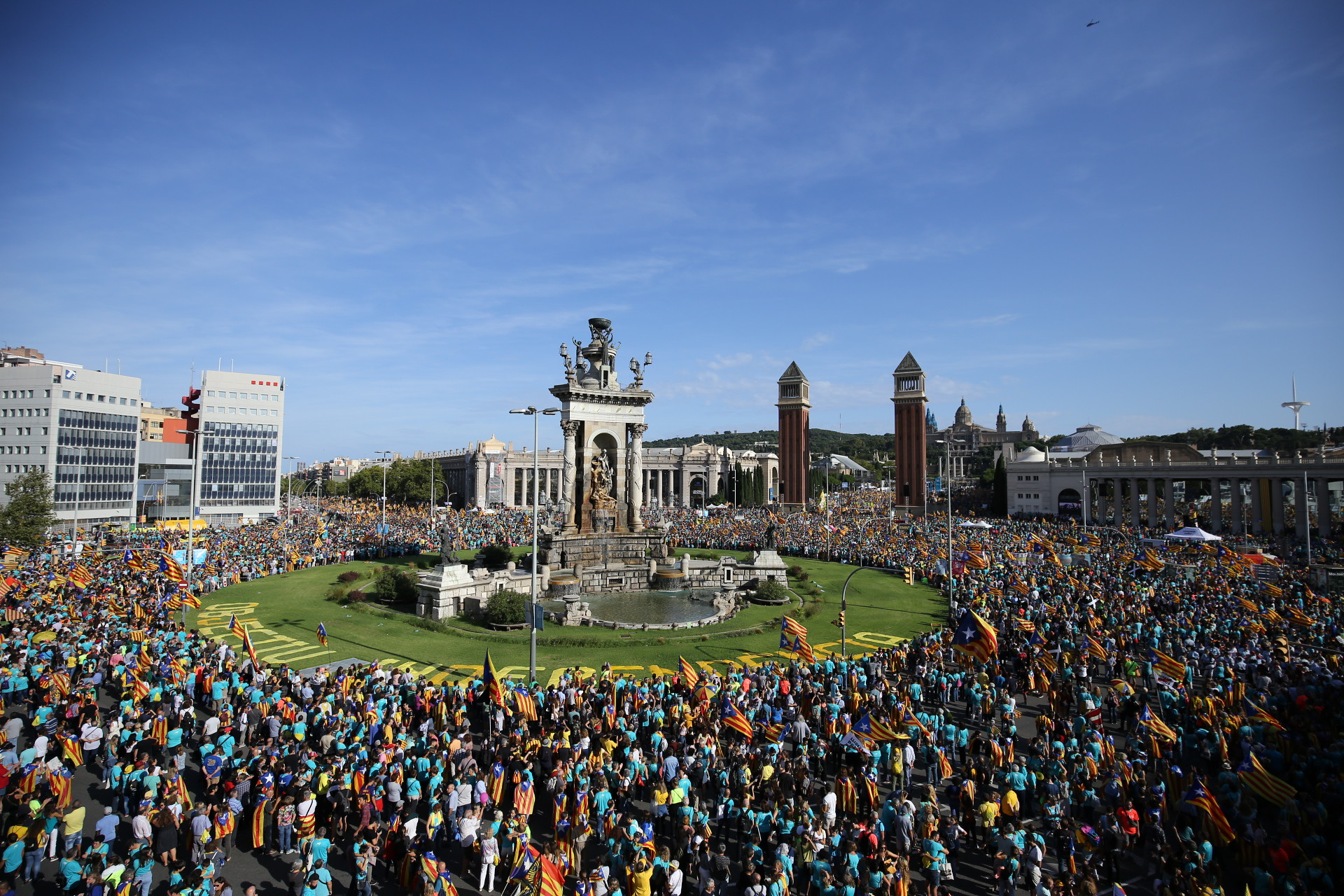
Manifestació 11 de Setembre, 2019.

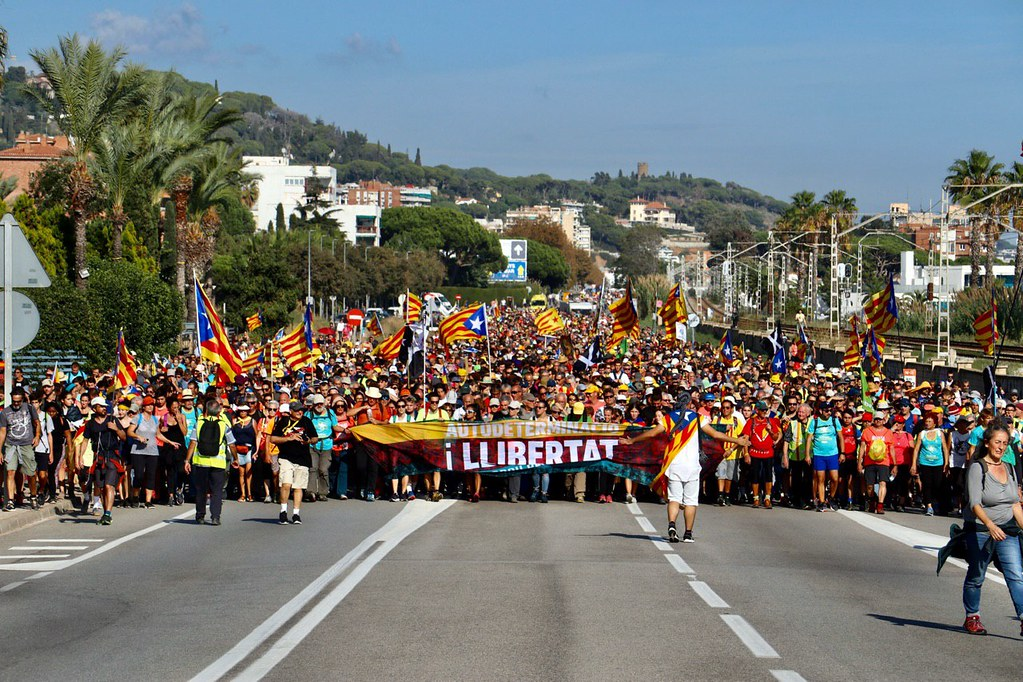
Marxes per la Llibertat, Maresme, Octubre 2019.

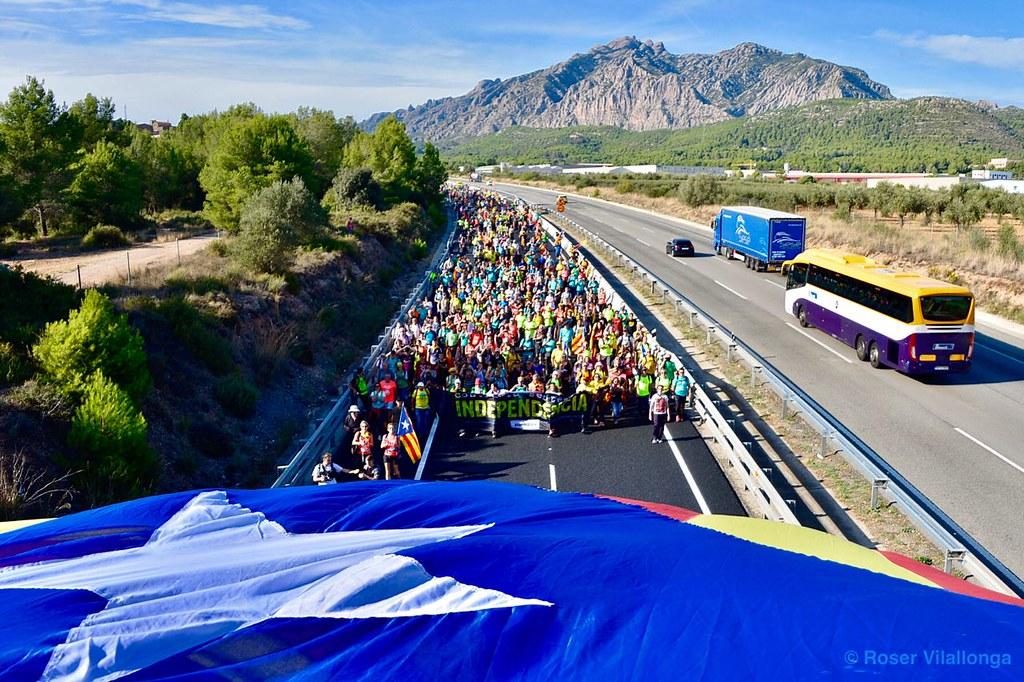
Marxes per la Llibertat, Montserrat, octubre 2019.

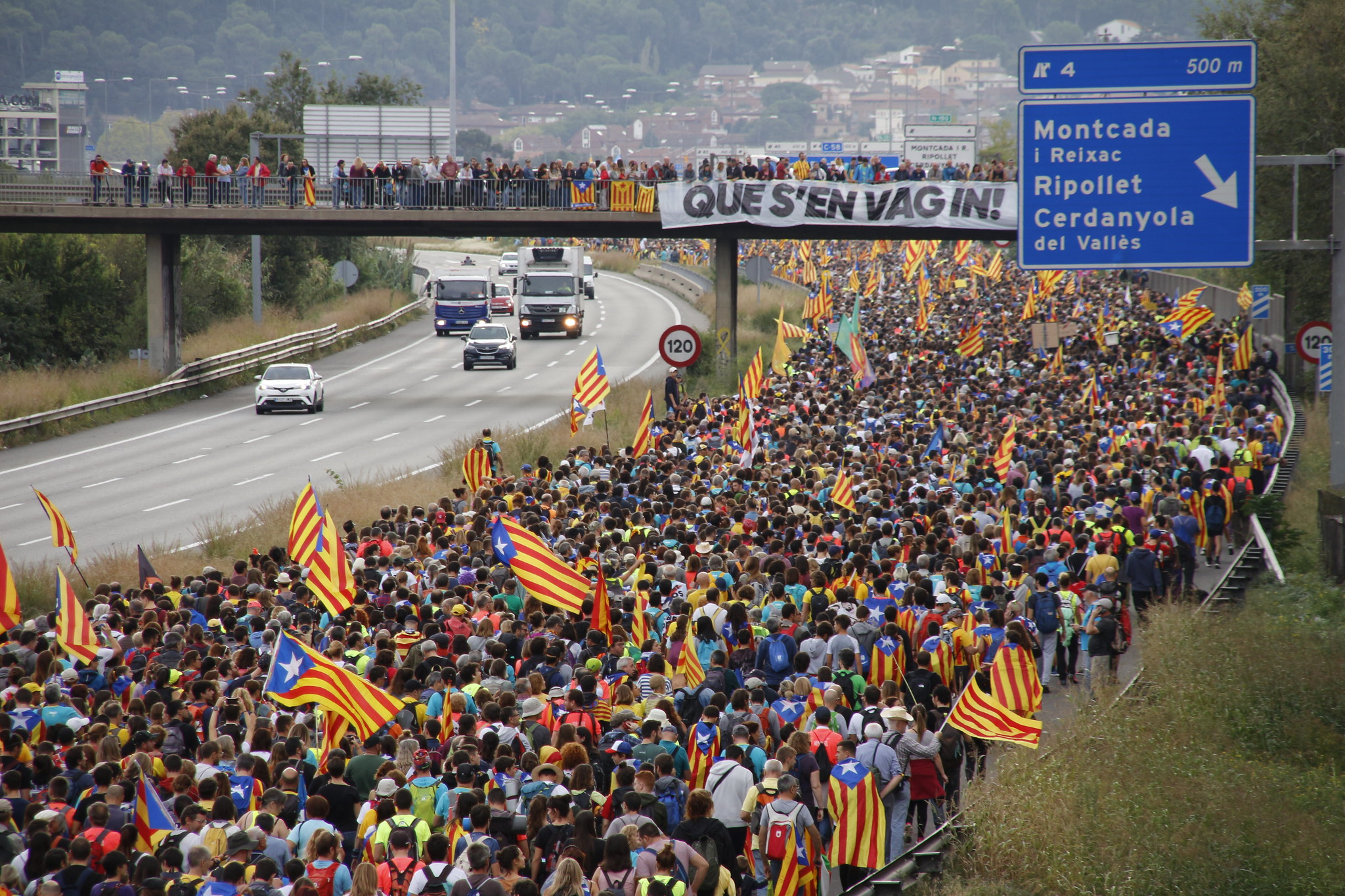
Marxes per la Llibertat, Montcada i Reixach, octubre 2019.

L'11 de Setembre de 2019, centenars de milers de persones van sortir al carrer per demanar la independència de Catalunya. Amb el lema “Objectiu Independència”, l'Assemblea demanava unitat estratègica als partits polítics i que tornessin a centrar els seus esforços a assolir la independència de Catalunya. Al matí, l'Assemblea va organitzar la Fira Eines de País al Pla de Palau, que incorporava una exposició sobre la lluita noviolenta, i una fira de consum estratègic.

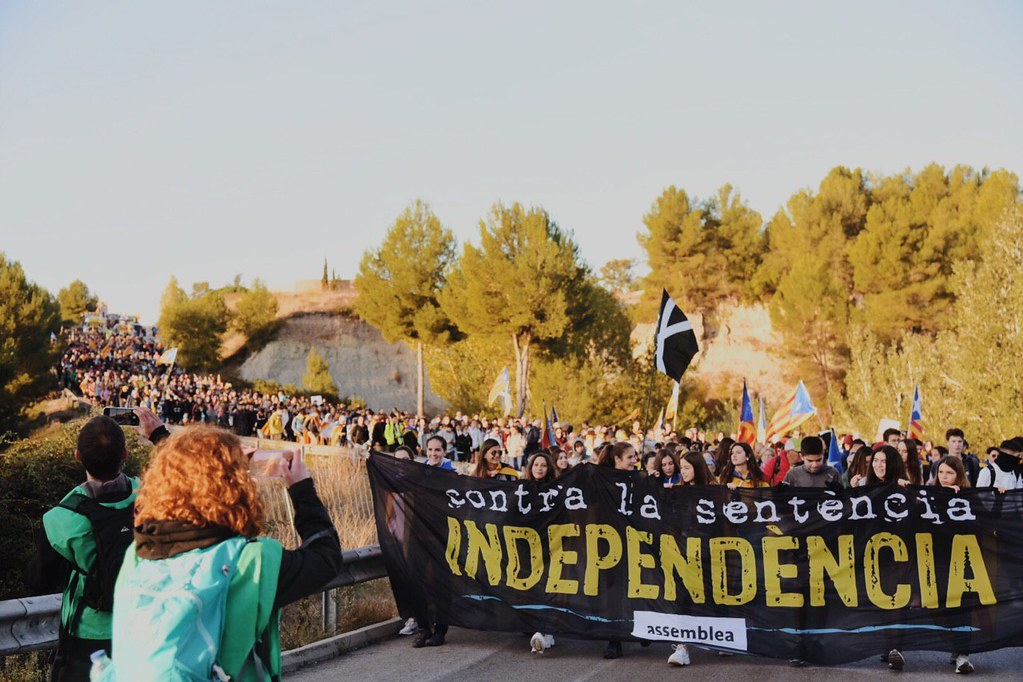
Marxes per la Llibertat, Tàrrega, octubre 2019

El 14 d'octubre de 2019 es va fer pública la sentència del judici de l'1 d'Octubre, que condemnava els membres del govern de la Generalitat, la presidenta del Parlament, i els presidents de l'Assemblea i d'Òmnium a penes de presó de 13 a 9 anys.
L'Assemblea va organitzar les Marxes per la Llibertat, que van durar tres dies (16, 17 i 18 d'octubre). El 16 d'octubre van sortir cinc columnes de gent des de diferents punts de Catalunya (Berga, Girona, Tarragona, Tàrrega i Vic). Durant tres dies, centenars de milers de persones van fer marxa a peu fins a Barcelona. Divendres 18 d'octubre a la tarda es va fer vaga general i una gran manifestació en protesta per la sentència judicial. En el centre de Barcelona, a la plaça Urquinaona i al llarg de la Via Laietana davant la comissaria de la Policia espanyola, aquells vespres es produeixen escenes de tensió entre manifestants i policia.

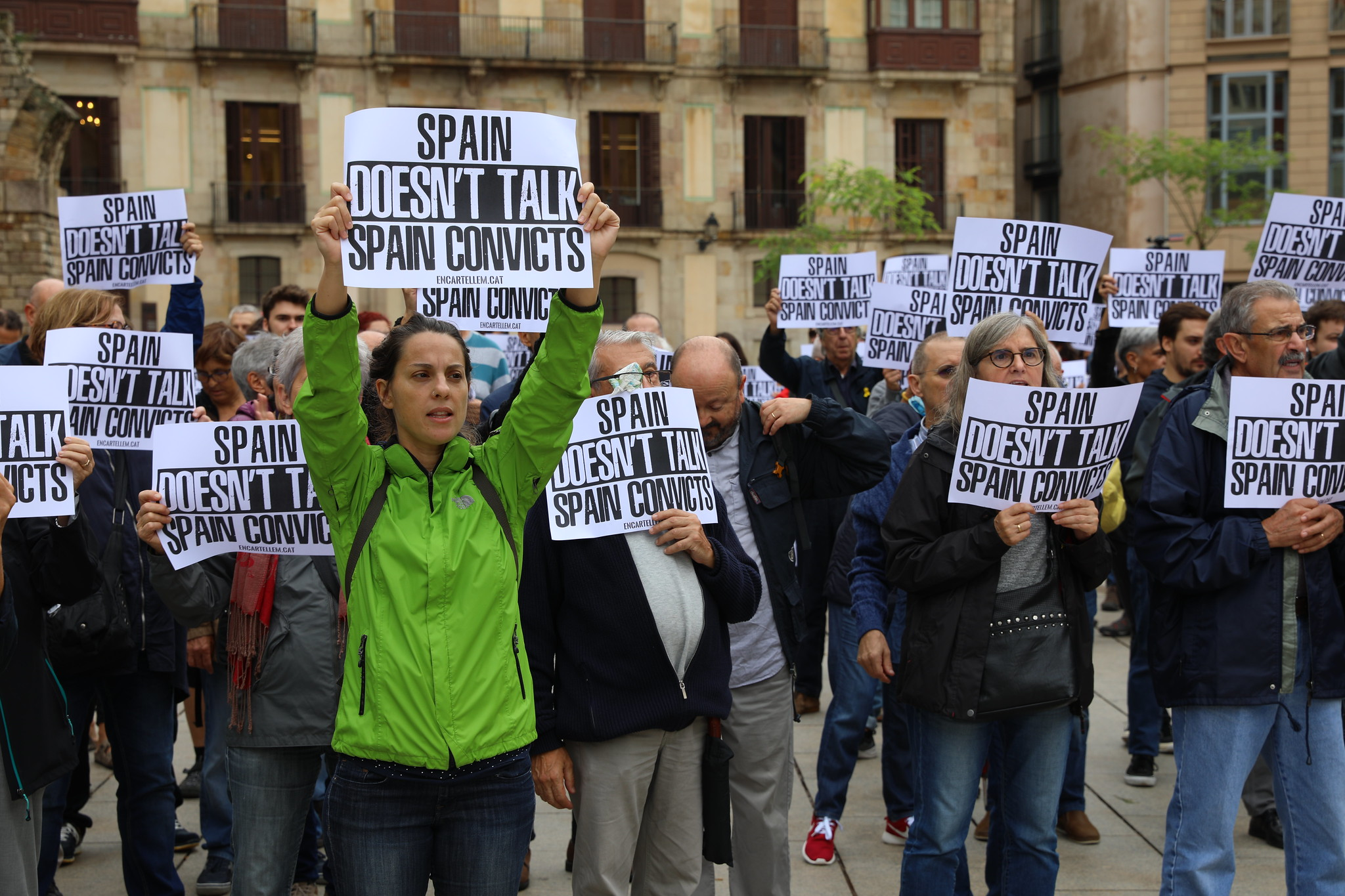
Concentració contra la trobada d'España Global amb els consols, 24 d'octubre 2019.

Conjuntament amb Òmnium Cultural, l'Assemblea organitza també una manifestació per la llibertat, en contra de la sentència, el 26 d'octubre, al carrer Marina de Barcelona. Al llarg del mes d'octubre i novembre s'organitzen altres actes de protesta com una concentració per protestar per la trobada d'España Global amb els consols a Barcelona, el 23 d'octubre, que el govern espanyol acaba suspenent, una concentració de suport al moviment democràtic de Hong-Kong el 24 d'octubre, i una concentració en protesta per la visita del rei pels premis Princesa d'Astúries al Palau de Congressos el 4 de novembre que acaba amb una crema de fotos del rei.
El 29 d'octubre de 2019 Societat Civil Catalana anuncia la presentació d'una denúncia a Fiscalia contra la presidenta de l'Assemblea, Elisenda Paluzie, per unes declaracions d'aquesta a TV3, on afirmà que els incidents feien visible el conflicte. El 6 de novembre la Fiscalia de Barcelona anuncia que obre diligències per un possible delicte d'incitació a la violència, i el 25 de maig de 2020 anuncia que les arxiva, sense que la presidenta de l'Assemblea fos citada a declarar ni rebés cap comunicació.

### 2020
El 29 de febrer del 2020, l'Assemblea col·labora amb l'organització de l'manifestació de Perpinyà organitzada pel Consell per la República, per celebrar la victòria aconseguida als tribunals europeus que permet als eurodiputats Carles Puigdemont, Toni Comín i Clara Ponsatí ocupar els seus escons i aconseguir la immunitat.
L'11 de març de 2020 l'OMS declara la situació de pandèmia pel virus de la COVID-19. El 14 de març del 2020 s'inicia el confinament total de la població que s'allarga fins al 14 d'abril del 2020. L'Assemblea tenia convocada Assemblea General Ordinària a la Farga de l'Hospitalet, el 22 de març, suspèn l'acte i la converteix en telemàtica, amb votacions durant tres dies (19-22 de març).
En el full de ruta aprovat, la via unilateral continua sent l'aposta principal, i s'estableix que si l'independentisme supera el 50% dels vots en unes eleccions catalanes, el Govern que sorgeixi de les urnes hauria de culminar el procés d'independència.
Durant el confinament, i per cobrir l'escassetat de mascaretes per a la població, l'Assemblea organitza la campanya Un milió de mascaretes. Amb els beneficis obtinguts per la venda de mascaretes autoconfeccionables als supermercats Bonpreu, l'entitat fa donatius a 12 hospitals catalans.
L'11 de setembre del 2020, totalment marcat per les restriccions de la pandèmia, descentralitzat i amb 131 actes estàtics, limitació de la capacitat i garantint la separació física, esdevé la manifestació adaptada a la COVID més gran d'Europa, amb 59.500 assistents.

### 2021
El 14 de febrer tenen lloc les eleccions al Parlament de Catalunya, avançades a causa de la inhabilitació del President Torra. L'objectiu de superar el 50% del vot directe independentista s'assoleix. L'Assemblea, amb la campanya Som el 52%, fa pressió als partits independentistes perquè arribin a un acord i formin un govern que tingui un pla per la independència. S'organitzen dues concentracions, el 21 de febrer a Plaça Catalunya, i el 16 de maig a la Plaça de Sant Jaume.
L'11 de Setembre de 2021, amb menys restriccions per la pandèmia que l'any anterior, i el primer amb els presos polítics al carrer, després dels indults, l'Assemblea convoca de nou una manifestació a Barcelona, de Plaça Urquinaona a l'entrada del Parlament, amb el lema "Lluitem i Guanyem la Independència", que mobilitza 400.000 persones.

### 2022
L'abril del 2022 es publica un reportatge a The New Yorker, basat en un informe del centre de recerca canadenc Citizen Lab que destapa l'espionatge amb el programa espia Pegasus a 65 personalitats i activistes de l'independentisme, inclosos dos presidents de l'Assemblea (Jordi Sànchez i Elisenda Paluzie). L'Assemblea presenta una querella per aquest espionatge a Barcelona el maig del 2022 i aquesta querella és admesa el juliol del 2022.
El 21 de maig de 2022, Dolors Feliu va ser escollida per rellevar Elisenda Paluzie com a presidenta de l'Assemblea Nacional Catalana, després d'obtenir més de dos terços dels vots dels membres del secretariat nacional en primera volta. A les eleccions entre els socis, havia sigut la segona candidata més votada, darrere de Jordi Pesarrodona.
L'1 d'Octubre de 2022, en el cinquè aniversari del referèndum d'autodeterminació, l'Assemblea va organitzar més d'un centenar d'actes arreu del país per recordar-ne la vigència del mandat i marxes a tres punts dels Països Catalans. L'acte central va ser a Illa, una petita localitat del Rosselló, que va ser un dels indrets clau perquè l'1-O hi hagués urnes als col·legis electorals. S'hi va reivindicar la feina de la gent de la Catalunya Nord.

## Presidents
| Núm. | Foto | President/a      | Inici mandat       | Final                  | Notes                                                                     | Ref.    |
| ---- | ---- | ---------------- | ------------------ | ---------------------- | ------------------------------------------------------------------------- | ------- |
| 1    |      | Dolors Marin     | 25 de maig de 2011 | 22 d'abril de 2012     |                                                                           | [ 119 ] |
| 2    |      | Carme Forcadell  | 22 d'abril de 2012 | 16 de maig de 2015     | Diputada del Parlament (JxSí-ERC, 2015-2018) 14a Presidenta del Parlament | [ 120 ] |
| 3    |      | Jordi Sànchez    | 16 de maig de 2015 | 16 de novembre de 2017 | Diputat del Parlament (JxCAT, 2018-2019) Diputat al Congrés (JxCAT, 2019) | [ 121 ] |
| 4    |      | Elisenda Paluzie | 24 de març de 2018 | 21 de maig de 2022     |                                                                           | [ 122 ] |
| 5    |      | Dolors Feliu     | 21 de maig de 2022 | 1 de juny de 2024      |                                                                           | [ 123 ] |
| 6    |      | Lluís Llach      | 1 de juny de 2024  | En el càrrec           | Diputat del Parlament (JxSí, 2015-2017)                                   | [ 3 ]   |

## Suports
Diferents personalitats han donat el seu suport a l'Assemblea Nacional Catalana. Durant la commemoració del 40è aniversari de la creació de l'Assemblea de Catalunya, 110 membres d'aquesta organització donaren el seu suport a l'ANC, entre els quals cal destacar Miquel Sellarès, Jordi Carbonell, Blanca Serra i Ricard Lobo i Gil. D'altra banda, durant la commemoració del 31è aniversari de la creació de la Crida diferents exdirigents d'aquesta organització signaren un manifest a favor de l'ANC. Entre els signants del manifest hi ha tots els líders i principals impulsors de l'entitat, com Àngel Colom, Aureli Argemí, Jordi Sànchez, Joan Manuel Tresserras, Xavier Bosch, Armand de Fluvià i alguns dels seus activistes més coneguts, com Jordi Rodri, Andreu Camps, Jordi Llobet o Agustí Argimon, persones que durant anys van estar a primera línia de les accions de la Crida.
El desembre 2011 la secció berguedana va llançar la campanya Dona la cara per la Independència, que un any després ja va tenir més de 31.400 adherits. Es van adherir a la campanya l'expresident del Parlament de Catalunya Ernest Benach, els músics Lluís Llach, Francesc Ribera i Lluís Gavaldà; el professor Salvador Alsius; el sociòleg Salvador Cardús; l'actriu Anna Sahun, i els actors Quim Masferrer i Joel Joan.

## Assemblees territorials, exteriors i sectorials
L'Assemblea s'estructura horitzontalment amb assemblees territorials, exteriors i sectorials. Durant els anys 2011 i 2012 es van constituir nombroses assemblees territorials. En l'actualitat hi ha més de 400 territorials actives.
L'acció en els sectors professionals s'estructura a través d'una quarantena d'assemblees sectorials. També existeixen una trentena d'Assemblees Exteriors de l'Assemblea arreu del món, que agrupen a uns 3.000 catalans. La primera en establir-se oficialment va ser la de Brussel·les el 2013, després de l'organització de la Via Catalana, que va tenir més de 126 rèpliques espontànies arreu del món.
En el marc de la seva estratègia internacional, l'Assemblea pren part de manera regular a fòrums i conferències en el marc de Nacions Unides i de l'Organització per a la Seguretat i la Cooperació d'Europa per a denunciar la repressió de l'Estat, i porta a terme accions de paradiplomàcia en el marc de l'Examen Periòdic Universal de l'ONU a l'Estat espanyol (2020), del Consell d'Europa, i la Unió Europea, per denunciar les vulneracions de drets contra els catalans i defensar l'agenda per l'autodeterminació. Des de 2019 és membre de la UNPO (Unrepresented Nations and Peoples Organization).